# Seznam nosilcev srebrnega znaka usposobljenosti - vojaški reševalec
Seznam nosilcev srebrnega znaka usposobljenosti - vojaški reševalec.

## Seznam
(datum podelitve - ime)
- 11. junij 2002 - Miha Kuhar - Janez Levec